# 小林豪
小林 豪（こばやし ごう）は、愛知県出身の俳優。

## 略歴
高校生の頃に図書館でメソード演技の本に出会ったのをきっかけに芸能界に興味を持ち、名古屋の芸能プロダクションに入所。その後、視野を広げる為に語学留学でイギリスへ渡る。
ケンブリッジやサフランウォルデンでホームステイしながら英語を学んだ後、ロンドンに移りニューヨークのアクターズスタジオの分校に通う。ヨーロッパ周辺や現地の俳優達と学ぶうちに日本で活動したいという思いが強まり帰国を決意。帰国後は拠点を東京に移し、大手芸能事務所の芸映タレントステーションに所属。事務所の劇団アクターズマップなどの多数舞台やTV、映画に出演。
2015年に10年以上所属していた芸映を退所後、東京で個人で活動していたが、2018年頃に地元の愛知県に戻り休業。その後、2021年11月に名古屋で芸能を再開し、テレビや映画などに出演している。現在も東京の俳優など多くの関係者と交流があり、芸映の先輩である芳本美代子のユーチューブ番組にゲスト出演するなど、名古屋から広く活動をするために力を入れている。

## 出演

### テレビドラマ
- ぼくらの勇気未満都市
- 中学生日記
- 庭師サッちゃん
- かりゆし先生ちばる!（2009年、テレビ東京）
- シュガーレス（2012年、日本テレビ） 第6・7話 - エクレアメンバー 役
- 神話戦士ギガゼウス（2012年、関西テレビ）レギュラー - 鈴原 役
- 義母と娘のブルース 謹賀新年SP（2022年、TBSテレビ）- 白百合製パン工場員 役
- ガラパゴス（2023年、NHK) - ベテラン工員 役

### 映画
- 飛べ!ダコタ（2013年、アッシュジャパン）- 小竹 役
- MAYAKASI（2013年、東映） - エリザベス・マグロ三世 役
- いっツ→2（2014年、クロックワークス） - 現場監督 役
- 乱歩の幻影（2024年 ７月、JACO）-福島の孫の夫 役

### CM
- 青汁三昧（2007年、芳本美代子）
- NTP名古屋トヨペット（2023年11月）

### 舞台
- 塀の中のラヴソング（2005年3月、シアター風姿花伝）
- 倖田一家の家族旅行（2005年11月、シアター風姿花伝）
- アキバの中心で愛を叫ぶ（2006年6月、シアター風姿花伝）
- チョット×3 = ドッペルゲンガー（2007年2月、シアター風姿花伝）
- SO　WHAT 第1回公演（2007年6月、新宿シアターサンモール）
- 俗 三丁目の奇蹟（2007年11月、シアター風姿花伝）
- 四神傳（2008年1月、シアターVアカサカ）
- 妄想ラジオ ぴんた&ぽんた（2008年7月、池袋シアターグリーン）
- 宇宙旅館（2009年4月、池袋シアターグリーン）
- ラブガチャ Vol.1（2009年9月、シアター風姿花）
- 奇人怪人 サンジェルマン（2010年、新宿山野ホール）
- GOLDENステージ（2010年12月、新宿ゴールデン街劇場）
- SAKURA（2011年4月、 新宿ゴールデン街劇場）
- ラブガチャ Vol.2（2011年9月、池袋シアターグリーン）
- クリスマス・ローズ（2011年12月、築地本願寺ブディストホール）
- ラブガチャ Vol.3（2012年4月、池袋シアターグリーン）
- ラブガチャ 石川県公演（2012年7月、日本元気劇場）
- 新 ラブガチャ（2015年10月、池袋シアターグリーン）

### その他
- ミュージックビデオ 『Vinyl Change The World』 - サラリーマン 役（主演）
- 山田コロシアム6 （2014年10月、四谷アウトブレイク）
- キャッチ!再現ドラマ（2022年2月、中京テレビ） -医師 役
- 十六銀行スチール（2022年3月）
- パナソニック環境エンジニアリングVP（2022年5月）
- 大河ドラマ どうする家康（2023年、NHK）
- 映画 レジェンド&バタフライ(2023年、東映)